# Lisa Jackson (écrivain)
Pour les articles homonymes, voir Lisa Jackson et Jackson.
Lisa Jackson, née en 1952, est un écrivain américain de romance. Elle est l'auteur d'une série de best-sellers classés sur la liste du New York Times.

## Biographie
Lisa Jackson et sa sœur, Nancy Bush, grandissent dans une petite ville de l'Oregon. Elle sort diplômée de l'Université d'État de l'Oregon et travaille quelque temps plus tard dans le secteur bancaire. En 1983, le premier roman de Jackson, A Twist of Fate, est publié par Silhouette Books. En général, Jackson écrit des suspenses romantiques contemporains pour Kensington Books et des romances historiques « Moyen Âge » pour Onyx Books. Ses romans se placent habituellement sur les listes des meilleures ventes de livres du New York Times, USA Today et Publisher's Weekly.

## Récompenses

### Nominations
- En 1996, Reviewer's Choice Award de la meilleure romance contemporaine, du magazine Romantic Times, pour Whispers
- En 2001, Reviewer's Choice Award du meilleur suspense romantique, du magazine Romantic Times, pour Hot Blooded

### Prix
- En 2005, Reviewer's Choice Award de la meilleure romance historique « Moyen Âge », du magazine Romantic Times, pour Temptress.

## Œuvres

### Série New Orleans
Avec les inspecteurs Rick Bentz and Reuben Montoya
1. Un danger dans la nuit, Harlequin, 2009 ((en) Hot Blooded, 2001)Publié dans la collection Mira
2. Visions, Harlequin, 2010 ((en) Cold Blooded, 2002)Publié dans la collection Mira
3. Noire était la nuit, Harlequin, 2008 ((en) Shiver, 2006)Publié dans la collection Mira
4. Dans l'ombre du bayou, Harlequin, 2008 ((en) Absolute Fear, 2007)Publié dans la collection Mira
5. Les Disparues de la nuit, Harlequin, 2010 ((en) Lost Souls, 2008)Publié dans la collection Mira
6. Mortel parfum, Harlequin, 2011 ((en) Malice, 2010)Publié dans la collection Best-sellers
7. Le Couvent des ombres, Harlequin, 2012 ((en) Devious, 2011)Publié dans la collection Mosaic
8. Ne meurs jamais seule ((en) Never die alone, 2015), 2017Publié en France aux éditions Harpercollins Collection Noir

### Série Montana "To Die"
Avec les inspecteurs Regan Pescoli and Selena Alvarez
1. L'Hiver assassin, Harlequin, coll. « Mira », 2010 ((en) Left to Die, 2008)
2. Piège de neige, Harlequin, 2011 ((en) Chosen to Die, 2009)Publié dans la collection Best-sellers
3. De glace et de ténèbres, Harlequin, coll. « Mosaïc », 2013 ((en) Born to Die, 2011)
4. Linceuls de glace, Harlequin, coll. « Mosaïc », 2014 ((en) Afraid to Die, 2012)
5. Dernier Soupir, Harlequin, coll. « Mosaïc », 2015 ((en) Ready to Die, 2013)
6. Dans les brumes de Grizzly Falls, Harlequin, coll. « Mosaïc », 2016 ((en) Deserves to Die, 2014)
7. Là où les bois sont noirs, Harlequin, 2017 (en) Expecting to DIe (2017)

### Série Savannah
Avec les inspecteurs Pierce Reed and Sylvie Morrisette
1. (en) The Night Before, 2003Inédit en France
2. (en) The Morning After, 2004Inédit en France
3. (en) Tell Me, 2013Inédit en France

### Série San Francisco
Avec la famille Cahill & l'inspecteur Anthony Paterno
1. (en) If She Only Knew, 2000Inédit en France
2. (en) Almost Dead, 2007Inédit en France

### Série Northwest
1. (en) Deep Freeze, 2005Inédit en France
2. (en) Fatal Burn, 2006Inédit en France
3. La Fille dans l'ombre, HarperCollins, 2016 ((en) After She's Gone, 2016)Publié dans la collection HarperCollins Noir

### Série Wicked
Écrite avec Nancy Bush
1. (en) Wicked Game, 2009Inédit en France
2. (en) Wicked Lies, 2011Inédit en France
3. (en) Something Wicked, 2013Inédit en France
4. (en) Wicked Ways, 2014Inédit en France

### Série Wyoming
Écrite avec Nancy Bush et Rosalind Noonan
1. (en) Sinister, 2013Inédit en France
2. (en) Ominous, 2017Inédit en France

### Trilogie Medieval
Écrite sous le pseudonyme de Susan Lynn Crose
1. (en) Enchantress, 1993Inédit en France
2. (en) Kiss of the Moon, 1994Inédit en France
3. (en) Outlaw, 1995Inédit en France

### Série Dark Jewels
1. (en) Dark Ruby, 1998Inédit en France
2. (en) Dark Emerald, 1999Inédit en France
3. (en) Dark Sapphire, 2000Inédit en France

### Série Medieval
1. La Dette de Kiera, J'ai lu, 2004 ((en) Impostress, 2003)Publié dans la collection Aventures et Passions
2. (en) Temptress, 2004Inédit en France
3. (en) Sorceress, 2007Inédit en France

### Série Maverick
1. Le Rebelle, Harlequin, 2000 ((en) He's a Bad Boy, 1993)Publié dans la collection Rouge Passion
2. Un fils pour Turner, Harlequin, 2000 ((en) He's Just a Cowboy, 1993)Publié dans la collection Rouge Passion
3. L'amour peut attendre, Harlequin ((en) He's the Rich Boy, 1993)Publié dans la collection Rouge Passion
4. Inavouable Attirance, Harlequin, 1999 ((en) He's My Soldier Boy, 1994)Publié dans la collection Rouge Passion

### Série Love Letters
1. (en) A Is for Always, 1994Inédit en France
2. (en) B Is for Baby, 1994Inédit en France
3. (en) C Is for Cowboy, 1995Inédit en France
4. (en) D Is for Dani's Baby, 1996Inédit en France

### Série Forever Family
1. (en) A Family Kind of Girl, 1999Inédit en France
2. (en) A Family Kind of Guy, 1999Inédit en France
3. (en) A Family Kind of Wedding, 1999Inédit en France

### Série McCaffertys
1. L'Inoubliable Étreinte, Harlequin, 2008 ((en) Thorne, 2000)Publié dans la collection Passions
2. Amants ou Ennemis ?, Harlequin, 2008 ((en) Matt, 2001)Publié dans la collection Passions
3. Pour un été ou pour la vie ?, Harlequin ((en) Slade, 2002)Publié dans la collection Passions
4. Amant ou Garde du corps ?, Harlequin ((en) Best-Kept Lies, 2004)Publié dans la collection Passions
5. (en) Randi, 2007Inédit en France

### Autres œuvres
- (en) A Twist of Fate, 1983Inédit en France
- (en) Dark Side of the Moon, 1984Inédit en France
- (en) Gypsy Wind, 1984Inédit en France
- Toute une nuit, toute une vie, Flammarion, 2002 ((en) Pirate's Gold, 1984)Publié dans la collection Duo Coup de foudre
- (en) Shadow of Time, 1984Inédit en France
- (en) Devil's Gambit, 1985Inédit en France
- (en) Dangerous Precedent, 1985Inédit en France
- (en) Tears of Pride, 1985Inédit en France
- (en) Innocent by Association, 1985Inédit en France
- (en) Midnight Sun, 1985Inédit en France
- (en) Yesterday's Lies, 1986Inédit en France
- La Loi de Zachary, Harlequin, 1988 ((en) Zachary's Law, 1986)Publié dans la collection Liberty
- (en) Mystic, 1986Inédit en France
- (en) One Man's Love, 1986Inédit en France
- (en) Renegade Son, 1987Inédit en France
- Prisonnière de la tempête, Harlequin, coll. « Azur », 1989 ((en) Snowbound, 1987)
- (en) Summer Rain, 1987Inédit en France
- (en) Hurricane Force, 1988Inédit en France
- (en) In Honor's Shadow, 1988Inédit en France
- (en) Aftermath, 1989Inédit en France
- Il faisait chaud cet été-là..., Harlequin, coll. « Azur », 1991 ((en) Tender Trap, 1989)
- (en) His Bride to Be, 1990Inédit en France
- (en) With No Regrets, 1990Inédit en France
- (en) Double Exposure, 1990Inédit en France
- (en) Mystery Man, 1991Inédit en France
- (en) Obsession, 1991Inédit en France
- (en) Million Dollar Baby, 1992Inédit en France
- (en) Sail Away, 1992Inédit en France
- (en) A Husband to Remember, 1993Inédit en France
- (en) Treasures, 1994Inédit en France
- (en) Intimacies, 1995Inédit en France
- (en) Wishes, 1995Inédit en France
- (en) Whispers, 1996Inédit en France
- Les Enfants de la chance, Harlequin ((en) The Millionaire and the Cowgirl, 1996)Publié dans la collection Amours d'aujourd'hui
- (en) New Year's Daddy, 1996Inédit en France
- Une nouvelle chance, J'ai lu, 2001 ((en) Twice Kissed, 1998)Publié dans la collection Amour et Destin
- Celle qui en savait trop, J'ai lu, 2003 ((en) Unspoken, 1999)Publié dans la collection Amour et Destin
- (en) Lone Stallion's Lady, 2000Inédit en France
- La Prisonnière de Black Thorn, J'ai lu, coll. « Aventures et Passions », 2003 ((en) Wild and Wicked, 2002)
- (en) See How She Dies, 2004Inédit en France
- (en) Deep Freeze, 2004Inédit en France
- (en) Final Scream, 2005Inédit en France
- (en) Missing, 2008Inédit en France
- (en) Chosen to Die, 2009Inédit en France
- Passé à vif, Harlequin, coll. « Mosaïc », 2013 ((en) Running Scared, 2020)
- (en) Sweet Revenge, 2010Inédit en France
- Ce que cachent les murs, Harlequin, coll. « Mosaïc », 2012 ((en) Without Mercy, 2010)
- Le Secret de Church Island, Harlequin, coll. « Mosaïc », 2014 ((en) You don't want to know, 2012)
- (en) Confessions, 2012Inédit en France
- Ne réveille pas le passé, Harlequin, coll. « Mosaïc », 2015 ((en) Close to Home, 2014)